# Kjell Jönsson
Kjell Bertil Ingvar Jönsson, más conocido como Kjell Jönsson (Lund, 16 de marzo de 1930 - 26 de diciembre de 1996) fue un jugador de balonmano sueco. Fue un componente de la Selección de balonmano de Suecia con la que sumó 124 internacionalidades, siendo uno de los mejores jugadores de su época.
Con la selección ganó la medalla de oro en el Campeonato Mundial de Balonmano Masculino de 1954 y en el Campeonato Mundial de Balonmano Masculino de 1958, así como la medalla de plata en el Campeonato Mundial de Balonmano Masculino de 1964 y el bronce en el Campeonato Mundial de Balonmano Masculino de 1961.

## Clubes
- Lunds IK 1943–?
- H43 Lund–1948?
- Stockholmsflottan 1948?–1950
- AIK 1950–1955
- IFK Malmö Handboll 1955–1960
- H43 Lund 1960–1969